# Liuciîn, Ostroh
Liuciîn (în ucraineană Лючин) este un sat în comuna Novomalîn din raionul Ostroh, regiunea Rivne, Ucraina.

## Demografie
Componența lingvistică a localității Liuciîn
     Ucraineană (99,57%)
     Alte limbi (0,44%)
Conform recensământului din 2001, majoritatea populației localității Liuciîn era vorbitoare de ucraineană (99,57%), existând în minoritate și vorbitori de alte limbi.

## Legături externe
- pl Luczyn în Dicționarul geografic al Regatului Poloniei și al altor țări slave, volum V (Kutowa Wola — Malczyce) anul 1884

- pl Luczyn în Dicționarul geografic al Regatului Poloniei și al altor țări slave, volum XV, p. 2 (Januszpol — Wola Justowska)1902